# N.C. Kall
Nicolai Christopher Kall (25. september 1749 i København – 4. oktober 1823) var en dansk orientalist.
Johan Christian Kalls søn, var 1762-65 discipel i Randers Skole, hvorfra han dimitteredes som student. 1768 alumnus på Borchs Kollegium. 1769 theol. kandidat. 1771 dekan ved Kommunitetet, af hvis disputatsers formalisme og ordgyderi han er ivrig modstander. Studerer orientalske sprog, 1775 magister. Derpå udenlandsrejse 1775-77 med længere studieophold i Göttingen, kortere i Wien, Rom og Paris.
Var imidlertid 1776 blevet udnævnt til professor i orientalske sprog ved Københavns Universitet. 1778-81 kommunitetsprovst. Rector magnificus 1792-93 og 1804-5. Død som etatsråd 4. oktober 1823.
Var gift med Agnethe Mechtildis født Stendrup (død 5. august 1817), datter af etatsråd Jacob Stendrup.

## Litterære arbejder
Bl.a.: De Molecho (1769), Commentatio in Haggæum I-III (1771-73) samt nogle programmer.

## Ekstern henvisning
- Dansk biografisk lexikon, bind IX

| Foregående: Lauritz Nørregaard              | Rektor for Københavns Universitet 1792 - 1793 | Efterfølgende: Claus Frees Hornemann |
| Foregående: Johan Frederik Vilhelm Schlegel | Rektor for Københavns Universitet 1804 - 1805 | Efterfølgende: Claus Frees Hornemann |